# Cryptoparlatoreopsis halli
Cryptoparlatoreopsis halli är en insektsart som först beskrevs av Bodenheimer 1929.  Cryptoparlatoreopsis halli ingår i släktet Cryptoparlatoreopsis och familjen pansarsköldlöss. Inga underarter finns listade i Catalogue of Life.